# Antimycobactérien
Un antimycobactérien est une molécule de type antibiotique utilisée pour son action antimycobactérienne c’est-à-dire pour lutter contre les infections provoquées par les mycobactéries.
On compte essentiellement parmi ces médicaments les traitements contre la tuberculose et les agents léprostatiques (utilisés dans la lutte contre la lèpre). Mais ces molécules sont aussi à des degrés divers efficaces contre les mycobactérioses rares comme la pleuropneumonie à Mycobacterium chelonae ou émergente comme l’ulcère de Buruli.
Les antimycobactériens d’usage le plus courant sont : rifampicine, rifamycine, rifabutine, isoniazide, éthambutol, ethionamide, pyrazinamide, clofazimine, dapsone. Ils ne s’utilisent jamais seuls mais toujours en combinaisons de plusieurs molécules dans les indications antimycobactériennes.